# 兒島惟謙
兒島惟謙（日语：／ Kojima Korekata，1837年3月7日—1908年7月1日），字有終，號天赦園，日本法官、政治家，1837年（日本天保八年）生於宇和島藩宇和島城下（今愛媛縣宇和島市）的一個藩士家族，後因在擔任大審院（日本最高法院前身）院長期間於大津事件中堅持司法獨立而知名。
兒島惟謙幼名「雅次郎」，成年後用名五郎兵衛、謙蔵，兒島惟謙是他脫藩後為行事方便起的化名，明治維新後他沒有改回原名，而是一直把這個化名使用下去。
兒島惟謙也是關西大學的創辦人之一。

## 早年
1837年（日本天保八年）生於宇和島藩宇和島城下的一個藩士家庭，是家中的次子。童年時期，曾被家中送到釀酒廠工作。
少年時代，他曾在田都味嘉門的道場中修習劍術。後來成為大阪財界重要人物的土居通夫這期間也在這個道場修習，以此為契機，兩人結下了友情。
此外，他早年曾在高知、長崎等地遊歷，在此期間與坂本龍馬、五代友厚等人結識，成為倒幕運動的支持者。

## 脫藩、出仕
1867年（慶應三年），兒島惟謙自宇和島藩脫藩。「兒島惟謙」這個化名也是此時起的。此後，這個化名成為了他一直使用的名字。戊辰戰爭爆發後，兒島曾參加倒幕一方的新政府軍。
江戶幕府最終在戊辰戰爭被新政府軍推翻，日本進入明治時代。1869年（明治二年），兒島惟謙奉命前往新潟縣仕官，開始官僚生涯。1871年（明治四年），調往新設立的司法省工作，後出任法官一職。

## 法官生涯
1875年，兒島在福島上等裁判所任職期間，發生因舊庄内藩穀物徵收有關問題而起的鶴岡事件。兒島在對此案的審判中不向脅迫屈服，作出了公正的判決，使他贏得清名。此後，他在自由党大阪事件等事件中的處理也獲得社會的認可。
1886年，兒島與有田德一、井上操等人共同創辦日本第一間法律學校「關西法律學校」，即後來關西大學的前身。
1891年，兒島獲任命為大審院（日本最高法院前身）长。不久後，發生俄國皇太子尼古拉於日本訪問期間遇刺的大津事件。此事件導致遇刺的尼古拉皇太子受傷，政府方面考慮到與俄國的關係，希望按大逆罪判處津田三藏死刑。但是，擔任大審院長的兒島提出罪刑法定主義，禁止類推適用，外國皇族並非日本皇族，不屬於日本不敬罪的範圍內，因此拒絕了政府的要求，按一般的殺人未遂罪，判處津田三藏無期徒刑。兒島惟謙此舉被認為是捍衛了司法獨立，受到日本社會的讚揚。因此事件中的表現，兒島獲得了「護法之神」（護法の神）的稱號。

## 晚年
1892年，為表示對法官賭博事件負責，宣佈辭去大審院長一職，此後曾獲選為貴族院議員、眾議院議員（進步黨籍身份）。
1908年病逝，享年71歲。